# Pere de Castellnou (bisbe)
Pere de Castellnou (? - Rupià, 20 de febrer de 1279) fou bisbe de Girona (1259-79). Quan ascendí al càrrec de bisbe era canonge de la catedral de Girona. Assistí als concilis provincials celebrats els anys 1255, 1266 i 1274. Fou nomenat pel rei Jaume el Conqueridor perquè jutgés i finalitzés uns plets molt renyits entre el mateix rei i el vescomte de Cardona i alguns nobles de Catalunya. També tingué enfrontaments amb el comte Ponç d'Empúries perquè aquest no permetia treure els fruits que el bisbat tenia de la vila de Castelló. El negoci arribà a tan mal estat que el bisbe l'acabà excomunicant i el comte reconeixent la seva culpa, per mitjà del vescomte Jofre de Rocabertí i de Bernat de Vilanova, del llinatge dels Vilanova de la Muga, prestà caució i fou absolt el 18 de les calendes d'octubre de l'any 1258, com consta en el capbreu de Vila-sacra. Assistí a les Corts de Lleida de l'any 1265 i en un altre concili provincial celebrat a Tarragona l'any 1273.
Mort el rei en Jaume, heretà el Regne d'Aragó i el Principat de Catalunya el seu fill Pere el Gran, que durant els seus primers anys de govern delegà força els seus poders als seus ministres. Aquesta màniga ampla donà ales a aquests executaven enormitats contra els barons, nobles i cavallers de Catalunya i també contra les persones eclesiàstiques. El bisbe Pere no volgué enfrontar-se directament amb els ministres de Pere el Gran de la ciutat de Girona emprant la censura i altres diligències per a reprimir els excessos comesos contra les persones eclesiàstiques i la seva jurisdicció. En lloc d'això se n'anà amb tot el cabiscol i clero a la vila de la Bisbal, deixant l'església gironina deserta. En aquella vila consagrà el Dijous Sant el crisma i els olis sagrats, i en aquesta estigué fins a Tots Sants marxant l'endemà al lloc de Rupià, on emmalaltí. Allí feu testament el 18 de gener de 1278 i hi morí l'any següent.